# Demián Bichir
Demián Bichir Nájera (kiejtve: demjam bicsir naheɾa; született 1963. augusztus 1.) mexikói-amerikai színész, a Bichir színészcsalád tagja.
Miután tévésorozatokban többször szerepelt, hollywoodi filmekben is megjelent. A kertész (2011) című filmjéért Oscar-díjra jelölték.

## Fiatalkora
Torreónban született, Alejandro Bichir és Maricruz Nájera színészek fia. A Bichir család tagjai libanoni származásúak. Testvérei Odiseo Bichir és Bruno Bichir. Dolgozott a Nemzeti Színházban, Shakespeare-t és Dosztojevszkijt előadva, valamint számos díjat nyert a Színházi Kritikusok Mexikói Szövetségétől. Részt vett a  Lee Strasberg Theatre and Film Institute-nél, de a Rosa Mexicano étteremben is dolgozott.

## Magánélete
2001-ben vette feleségül Lisset mexikói színésznőt, házasságuk 2003-ig tartott. Az Amerikai polgárjogi uniónál a bevándorlási jogok nagyköveteként tevékenykedett.
2011-től 2019-ig Stefanie Sherk házastársa volt. Felesége szerepelt volna Az átok háza című horrorfilmben, de 2019. április 12-én öngyilkosságot követett el.

## Filmográfia

### Film
| Év   | Magyar cím                                  | Eredeti cím                             | Szerep                    | Magyar hang            | Rendező                |
| ---- | ------------------------------------------- | --------------------------------------- | ------------------------- | ---------------------- | ---------------------- |
| 1988 | A vezeklés                                  | The Penitent                            | Roberto                   |                        | Cliff Osmond           |
| 1989 |                                             | Rojo Amanecer                           | Jorge                     |                        | Jorge Fons             |
| 1993 |                                             | Miroslava                               | Ricardo                   |                        | Alejandro Pelayo       |
| 1995 | Senki sem fog beszélni rólunk, ha meghalunk | Nobody Will Speak of Us When We're Dead | Omar                      |                        | Agustín Díaz Yanes (1) |
| 1996 | Solo – A tökéletes fegyver                  | Solo                                    | Rio                       |                        | Norberto Barba         |
| 1996 |                                             | Salón México                            | Casteléon felügyelő       |                        | José Luis García Agraz |
| 1997 | Perdita Durango – Démoni szeretők           | Perdita Durango                         | Catalina                  | Breyer Zoltán          | Álex de la Iglesia     |
| 1999 |                                             | Sexo, pudor y lágrimas                  | Tomás                     |                        | Antonio Serrano (1)    |
| 2000 |                                             | Todo el poder                           | Gabriel                   |                        | Fernando Sariñana      |
| 2001 | Ha eljő a Pillangók ideje                   | In the Time of the Butterflies          | Manolo Tavárez            |                        | Mariano Barroso        |
| 2001 | Bokszmeccs a lélekért                       | Don't Tempt Me                          | Manny Chavez              |                        | Agustín Díaz Yanes (2) |
| 2004 |                                             | Hipnos                                  | Miguel                    |                        | David Carreras         |
| 2007 |                                             | American Visa                           | Mario Alvarez             |                        | Juan Carlos Valdivia   |
| 2007 |                                             | Fuera del cielo                         | Everardo Sánchez          |                        | Javier Patrón          |
| 2008 | Che – A gerilla                             | Che                                     | Fidel Castro              |                        | Steven Soderbergh      |
| 2010 |                                             | Hidalgo: La historia jamás contada      | Miguel Hidalgo y Costilla |                        | Antonio Serrano (2)    |
| 2010 | A kifutópálya                               | The Runway                              | Ernesto Cordoba           | Sinkovits-Vitay András | Ian Power              |
| 2011 |                                             | Foreverland                             | Salvador                  |                        | Max McGuire            |
| 2011 | A kertész                                   | A Better Life                           | Carlos Galindo            | Kőszegi Ákos           | Chris Weitz            |
| 2012 | Vadállatok                                  | Savages                                 | Alex Reyes                | Koncz István           | Oliver Stone           |
| 2012 |                                             | El Santos vs. La Tetona Mendoza         | Pork Gutiérrez (hangja)   |                        | Alejandro Lozano       |
| 2013 | Női szervek                                 | The Heat                                | Hale                      | Végh Péter             | Paul Feig              |
| 2013 | Machete gyilkol                             | Machete Kills                           | Mendez, az őrült          | Nagypál Gábor          | Robert Rodríguez       |
| 2013 | Dom Hemingway                               | Dom Hemingway                           | Ivan Fontaine             | Kőszegi Ákos           | Richard Shepard        |
| 2014 |                                             | Death in Buenos Aires                   | Chávez felügyelő          |                        | Natalia Meta           |
| 2015 | Aljas nyolcas                               | The Hateful Eight                       | Bob / Marco, a mexikói    | Csuja Imre             | Quentin Tarantino      |
| 2016 | Stréberek                                   | Good Kids                               | Yaco                      | Epres Attila           | Chris McCoy            |
| 2016 |                                             | Lowriders                               | Miguel Alvarez            |                        | Ricardo de Montreuil   |
| 2016 |                                             | 7:19                                    | Fernando Pellicer         |                        | Jorge Michel Grau      |
| 2017 | Alien: Covenant                             | Alien: Covenant                         | Lope őrmester             | Gáspár Sándor          | Ridley Scott           |
| 2018 | Az apáca                                    | The Nun                                 | Burke atya                | Rátóti Zoltán          | Corin Hardy            |
| 2020 | Az átok háza                                | The Grudge                              | Goodman nyomozó           | Gáspár Sándor          | Nicolas Pesce          |
| 2020 | Az éjféli égbolt                            | The Midnight Sky                        | Sanchez                   | Fillár István          | George Clooney         |
| 2021 | Vidék                                       | Land                                    | Miguel                    | Kőszegi Ákos           | Robin Wright           |
| 2021 | A fejedbe látok                             | Chaos Walking                           | Ben Moore                 | Epres Attila           | Doug Liman             |
| 2021 | Godzilla Kong ellen                         | Godzilla vs. Kong                       | Walter Simmons            | Kőszegi Ákos           | Adam Wingard           |
| 2023 | Chupa                                       | Chupa                                   | Chava                     | Epres Attila           | Jonás Cuarón           |

### Televízió
| Év        | Cím                             | Szerep                      | Megjegyzések |
| --------- | ------------------------------- | --------------------------- | ------------ |
| 1977–1978 | Rina                            | Juanito                     |              |
| 1982      | Vivir enamorada                 | Nacho                       | 3 epizód     |
| 1983      | Cuando los hijos se van         | Ricardo                     |              |
| 1983      | Choices of the Heart            | Armando                     | tévéfilm     |
| 1984–1985 | Los años felices                | Tomas                       | 3 epizód     |
| 1987      | El rincón de los prodigios      | Monchito                    | 124 epizód   |
| 1995–1996 | Lazos de Amor                   | Valente Segura              | 98 epizód    |
| 1996      | Nada personal                   | Alfonso Carbajal parancsnok | 120 epizód   |
| 2008–2010 | Nancy ül a fűben (Weeds)        | Esteban Carlos Reyes        | 27 epizód    |
| 2013–2014 | A híd (The Bridge)              | Marco Ruiz nyomozó          | 26 epizód    |
| 2019      | Grand Hotel Miami (Grand Hotel) | Santiago Mendoza            | 13 epizód    |
| 2022      | Let the Right One In            | Mark Kane                   | 10 epizód    |